# Benjamin Collins Brodie
Sir Benjamin Collins Brodie, 1. baronet, angleški fiziolog in kirurg, * 9. junij 1783, Winterslow, Wiltshire, Anglija, † 21. oktober 1862, Surrey, Anglija.
Brodie je bil med letoma 1858 in 1861 predsednik Kraljeve družbe.
1. 1 2  SNAC — 2010.
2. ↑  Lundy D. R. The Peerage
3. ↑  Académie nationale de médecine
4. ↑  Encyclopædia Britannica